# Alan Gardiner
Alan Gardiner   (Eltham, 29 de març de 1879 - Oxford, 19 de desembre de 1963), nom complet Alan Henderson Gardiner, va ser un dels més importants egiptòlegs de principis del segle xx.
Algunes de les seves publicacions més importants inclouen un llibre en 1959 sobre el seu estudi del Cànon Reial de Torí i el seu treball, escrit en 1961, L'Egipte dels faraons, que cobria tots els aspectes de la cronologia de l'antic Egipte i la seva història.
Dues grans importants contribucions que va fer Gardiner a la filologia egípcia foren les seves tres edicions de la Gramàtica Egípcia i la llista de tots els jeroglífics coneguts de l'idioma egipci a la Llista de signes de Gardiner. La publicació de la Gramàtica egípcia va produir una de les poques fonts imprimibles de jeroglífics que existien.
En 1916 Gardiner va poder desvetllar el sistema d'escriptura proto-sinaítica, en desxifrar les inscripcions B'alat.
Al llarga de la seva vida va aconseguir gran èxit com egiptòleg i lingüista. Els seus llibres i articles van ajudar a divulgar l'idioma egipci. Va aconseguir graus honorífics de les universitats de Cambridge, Oxford i Durham, per esmentar-ne algunes. Fou nomenat cavaller el 1948. Va morir a Court Place, Iffley.

## Publicacions
- The Admonitions of an Egyptian Sage from a Hieratic Papyrus in Leiden (Pap. Leiden 334 recto). Leipzig, 1909 (reprint Hildesheim - Zürich - New York, 1990).
- A Topographical Catalogue of the Private Tombs of Thebes, with Arthur E.P. Weigall, London, Bernard Quaritch, 1913 (read online).
- "New Literary Works from Ancient Egypt", Journal of Egyptian Archaeology 1 (1914), 20-36 and 100-106.
- Notes on the story of Sinuhe, Paris, Librairie Honoré Champion, 1916 (Read online[Enllaç no actiu], Kelvin Smith Library).
- "The Tomb of a much-travelled Theban Official", Journal of Egyptian Archaeology 4 (1917), 28-38.
- "On Certain Participial Formations in Egyptian", Rev. ég. N.S. 2/1-2 (1920), 42-55.
- "The Eloquent Peasant", JEA 9 (1923), 5-25.
- Egyptian Grammar: Being an Introduction to the Study of Hieroglyphs, 3rd Ed., pub. Griffith Institute, Oxford, 1957 (1st edition 1927), ISBN 0-900416-35-1
- The Theory of Speech and Language, 1932
- "The Earliest Manuscripts of the Instruction of Amenemmes I", Mélanges Maspero I.2, 479-496. 1934
- Ancient Egyptian Onomastica. Vol. I—III. London, 1947.
- The Ramesseum Papyri. Plates (Oxford 1955)
- The Theory of Proper Names: A Controversial Essay. London; Nova York: Oxford University Press, 1957.